# Élisabeth Baume-Schneider
Élisabeth Baume-Schneider (ur. 23 grudnia 1963) – szwajcarska polityk, członek Szwajcarskiej Rady Federalnej.

## Życiorys
Ukończyła szkołę średnią w La Chaux-de-Fonds w 1983 i studiowała nauki społeczne na uniwersytecie w Neuchâtel, uzyskując licencjat w 1987. W latach 1989–2002 pracowała jako pracownik socjalny we Franches-Montagnes i administracji kantonu Jura. Zainspirowana działalnością NSZZ „Solidarność” angażowała się w działalność Amnesty International i wstąpiła do Socjaldemokratycznej Partii Szwajcarii. W 1995 została wybrana do rady kantonu Jura, której przewodniczyła w 2000. Od grudnia 2002 do 2015 zasiadała w rządzie kantonu Jura, w którym pełniła funkcję ministra edukacji i sportu. W wyborach z 2019 została deputowaną do Rady Kantonów.
7 grudnia 2022 wybrana do Szwajcarskiej Rady Związkowej, zastępując Simonettę Sommaruge, urzędowanie rozpoczęła 1 stycznia 2023. Do 31 grudnia 2023 stała na czele Federalnego Departamentu Sprawiedliwości i Policji, potem zastąpił ją Beat Jans, zaś od 1 stycznia 2024 stoi na czele Federalnego Departamentu Spraw Wewnętrznych Szwajcarii, zastępując Alaina Berseta.